# Otrádnoye (Svetlogorsk)
Otrádnoye (en ruso: Отрадное), conocida de manera oficial hasta 1946 como Georgenswalde (en alemán: Georgenswalde, en lituano: Georgensvaldės) es un antiguo pueblo costero hoy en día parte de la ciudad de Svetlogorsk que está situado en el oeste del distrito de Svetlogorsk en el óblast de Kaliningrado, Rusia.

## Geografía
Otrádnoye está al oeste de Svetlogorsk y al este de Lesnoye, en la costa norte de Sambia (caracterizada por sus acantilados atravesados por profundos desfiladeros. Al oeste, sur y este, el barrio esta rodeado por alrededor de 2000 hectáreas de denso bosque mixto. 

### Clima
El clima se caracteriza por ser de transición de marítimo a continental templado. La temperatura media anual del aire es de 7 °C. La temperatura media del aire del mes más frío (enero) es de -2,3 °C; el mes más cálido (julio) es de 17 °C. El período libre de heladas dura un promedio de 185-190 días. La cantidad anual de precipitación atmosférica es de 750-800 mm, de los cuales la mayor parte cae durante el período cálido.

## Historia
El origen de Georgenswalde data del 7 de julio de 1629 cuando el elector Jorge Guillermo I otorgó 5 cascos y 22 acres (296 ha) de tierra sin desarrollar como propiedad hereditaria a Caspar Cawemann (cuidador de la naturaleza de Warnicken), en agradecimiento por muchos años de leal servicio. Se dice que Cawemann salvó la vida del elector cuando fue atacado por un oso mientras cazaba. El área que le dieron se encontraba entre Gerge o Görge en el sur, el pueblo pesquero de Warnicken (Lesnoye) en el oeste y el Mar Báltico en el norte. No está claro si la propiedad se llamó inicialmente Georgenwalde por el Elector Jorge o por Görge, que luego se convirtió en Georgenswalde. Un pabellón de caza construido en 1618 fue convertido en casa solariega por Caspar Cawemann y ampliado por sus herederos, que administraron esta finca hasta 1945.
En 1908, Landbank AG Berlin dividió el sitio de 296 ha en una propiedad (221 ha) y un área de desarrollo de 75 ha para la construcción de una colonia de villas (400 lotes) y un balneario. También se planeó y creó una generosa red de carreteras y varias plazas públicas. Para 1910 ya se habían construido 16 casas y una central de abastecimiento de agua. En los años que siguieron, comenzó la construcción a gran escala. En 1914 se construyó un moderno edificio de spa, se amplió enormemente la estación de tren y se instaló una oficina de correos. Luego, el número de villas y casas de vacaciones creció rápidamente y con el aumento del número de habitantes y la afluencia de invitados, los comerciantes también se instalaron y abrieron tiendas. Numerosas personalidades de Königsberg, médicos, funcionarios, comerciantes, oficiales y artistas se establecieron en el balneario del Mar Báltico de Georgenswalde o construyeron casas de vacaciones en su mayoría a prueba de invierno. A fines de la década de 1930, la ciudad estaba creciendo de manera constante. 
Aunque la Segunda Guerra Mundial ralentizó esta tendencia ascendente, la ciudad no se vio afectada en gran medida por los efectos de la guerra hasta 1944. En agosto, Königsberg fue destruido por un bombardeo británico y numerosos locales supervivientes encontraron refugio en sus casas de verano de Georgenswalde. Desde el otoño de 1944, se agregaron refugiados de los distritos del este de Prusia Oriental.
Después de un breve avance inicial por parte del Ejército Rojo a principios de febrero de 1945, Georgenswalde fue finalmente ocupada por el Ejército Rojo en la tarde del 14 de abril de 1945. El lugar estaba casi intacto hasta este punto, pero un gran número de residentes comenzó a huir hacia el oeste. Tras la Segunda Guerra Mundial, el balneario pasó a formar parte de la Unión Soviética y pasó a llamarse Otrádnoje. Los residentes restantes fueron expulsados y los nuevos residentes procedían de diferentes partes de la Unión Soviética.

## Infraestructura

### Turismo

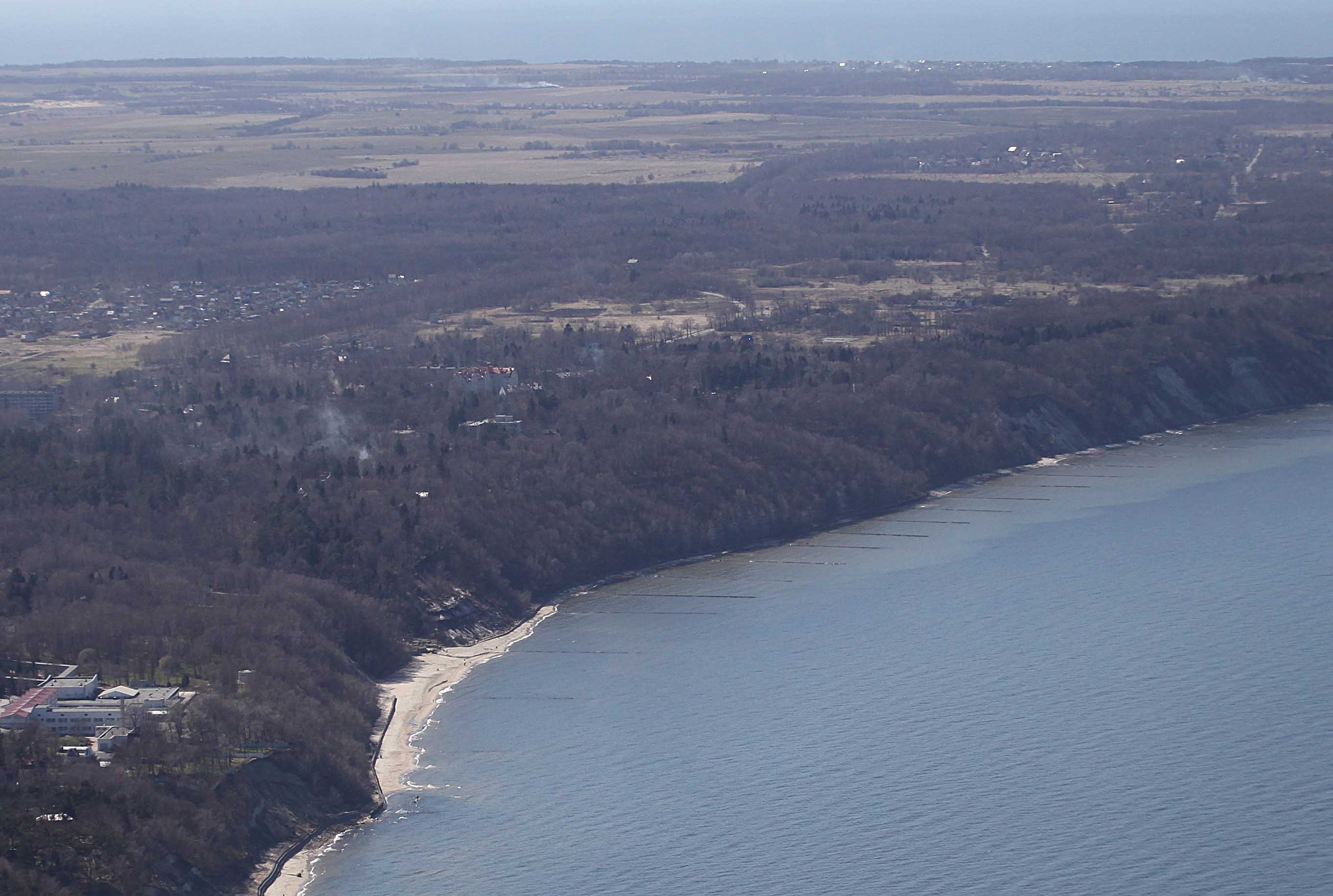
Playa de Otrádnoye (2009)

La escarpada costa cerca de Otrádnoye está amenazada por la erosión y sin intervención humana, cada año se eliminaban una media de unos 50 cm de acantilados. Al final de la última Edad de Hielo, la costa estaba unos 3 km más al norte de lo que es hoy. En 1925, la "Asociación de Protección Costera de Sambia" comenzó a construir espigones y se canalizaron los arroyos del interior, lo que condujo a la estabilización de los acantilados y una ampliación de la playa de 10 a unos 40 metros. Este trabajo no continuó después de 1945. Hoy en día, la mayoría de los espigones ahora están abandonados y como resultado, hoy la playa tiene solo unos 5-10 metros de profundidad y ha desaparecido por completo en algunos lugares.
Otrádnoye tiene un museo del escultor alemán Hermann Brachert desde 1993, que lo conmemora a él y a su obra. El edificio es la antigua casa de verano de la familia Brachert, que Hanns Hopp convirtió en un edificio residencial en 1937.

### Educación
Hasta 1913, los niños de Georgenswalde fueron a la escuela en Rauschen (Svetlogorsk). En 1913, Landbank AG Berlin construyó un edificio escolar con un aula y un apartamento para profesores. El 1 de mayo de 1913, el número de alumnos era de 61 alumnos y en 1926 se amplió el edificio de la escuela para acomodar a 80 estudiantes. 

### Transporte
Desde 1900, Georgenswalde fue unaa estación del Samlandbahn desde Königsberg hasta Warnicken (Lesnoye), que permitía llegar en menos de una hora para excursiones de baño para la gente de Kaliningrado. La estación se cerró alrededor de 2006 y hoy el tiempo de viaje Kaliningrado-Otrádnoye es de unos 30 minutos. 

## Galería

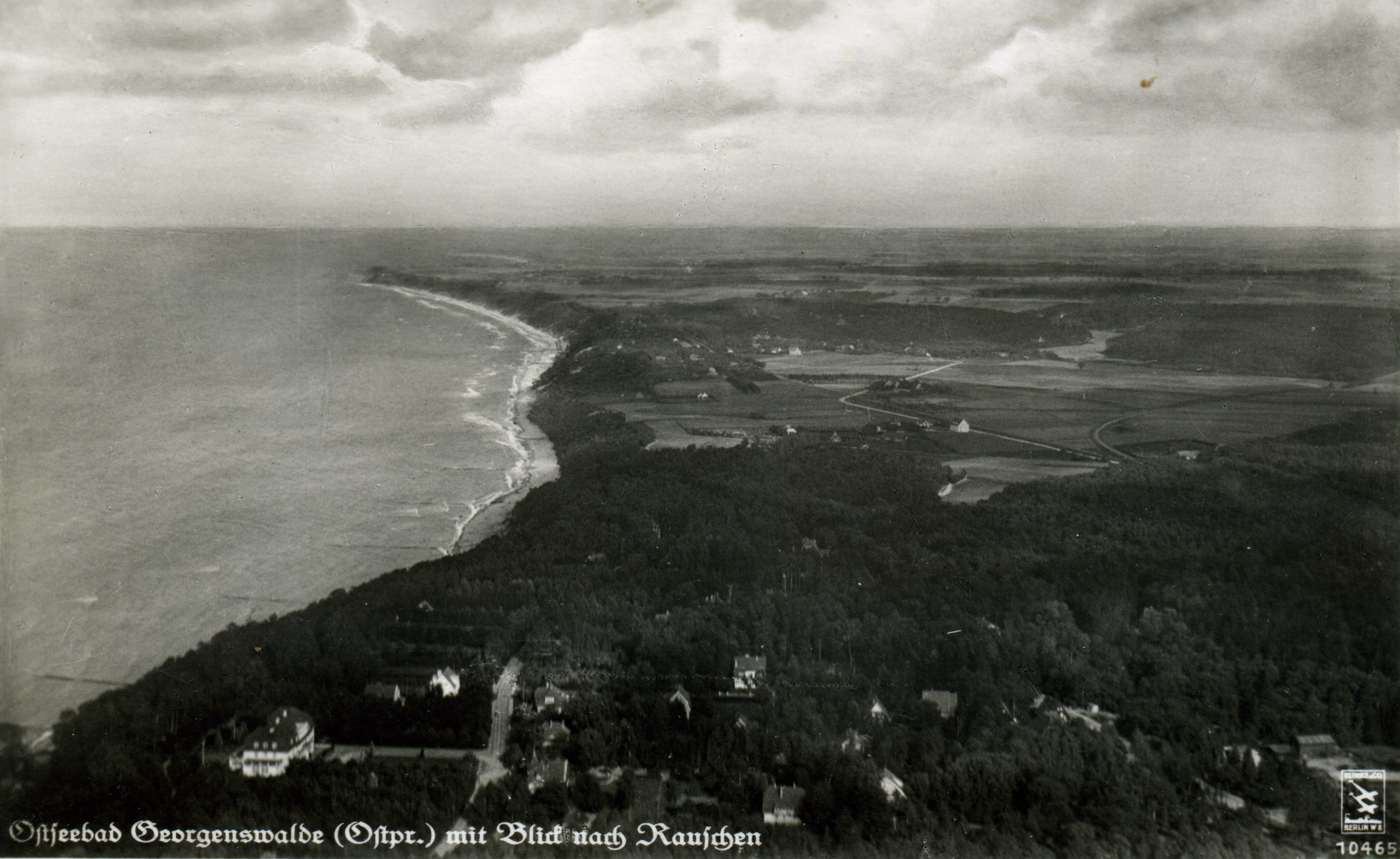
Costa en la antigua Georgenswalde
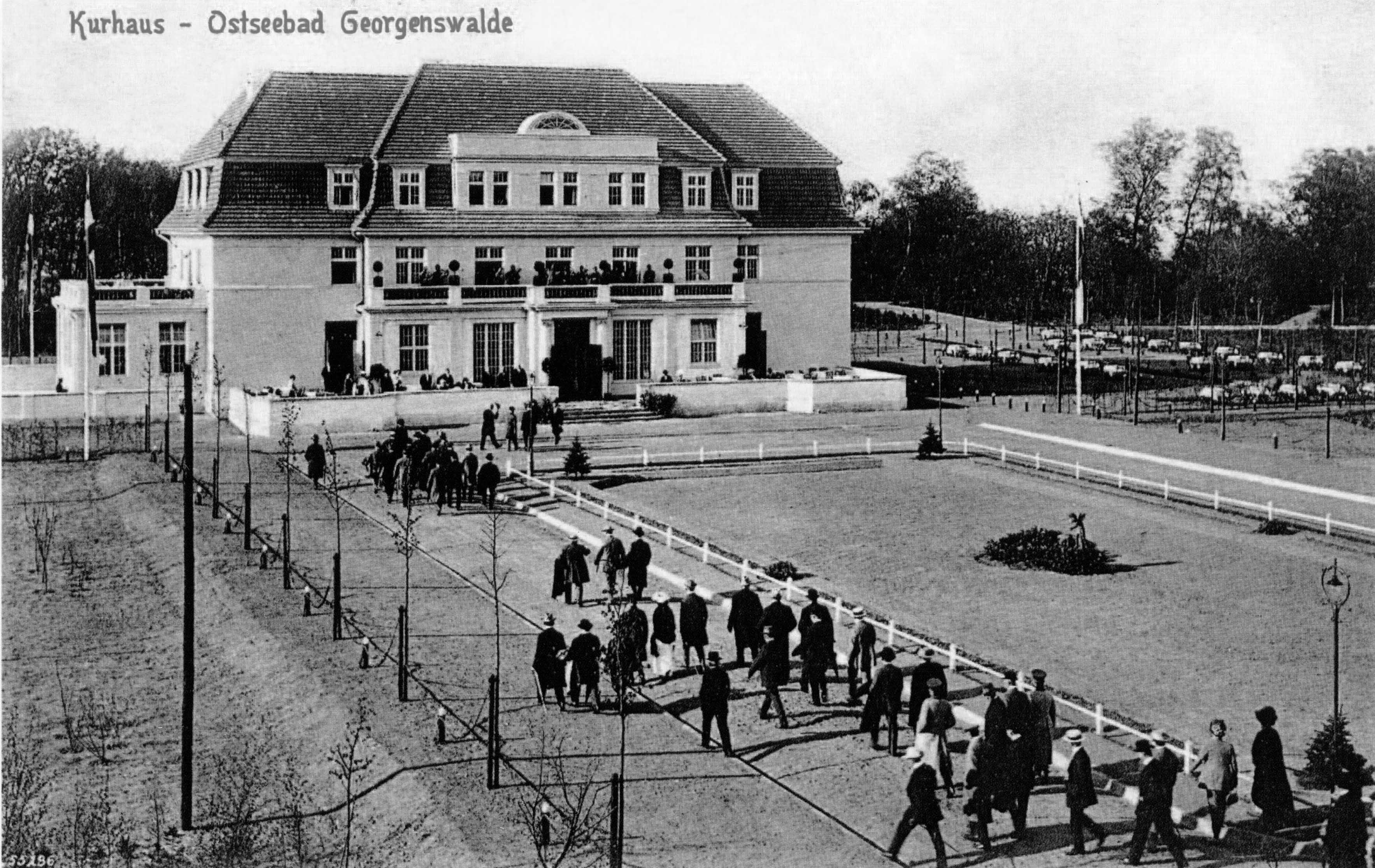
Antiguo Kurhaus F. Kuhnke (1919)
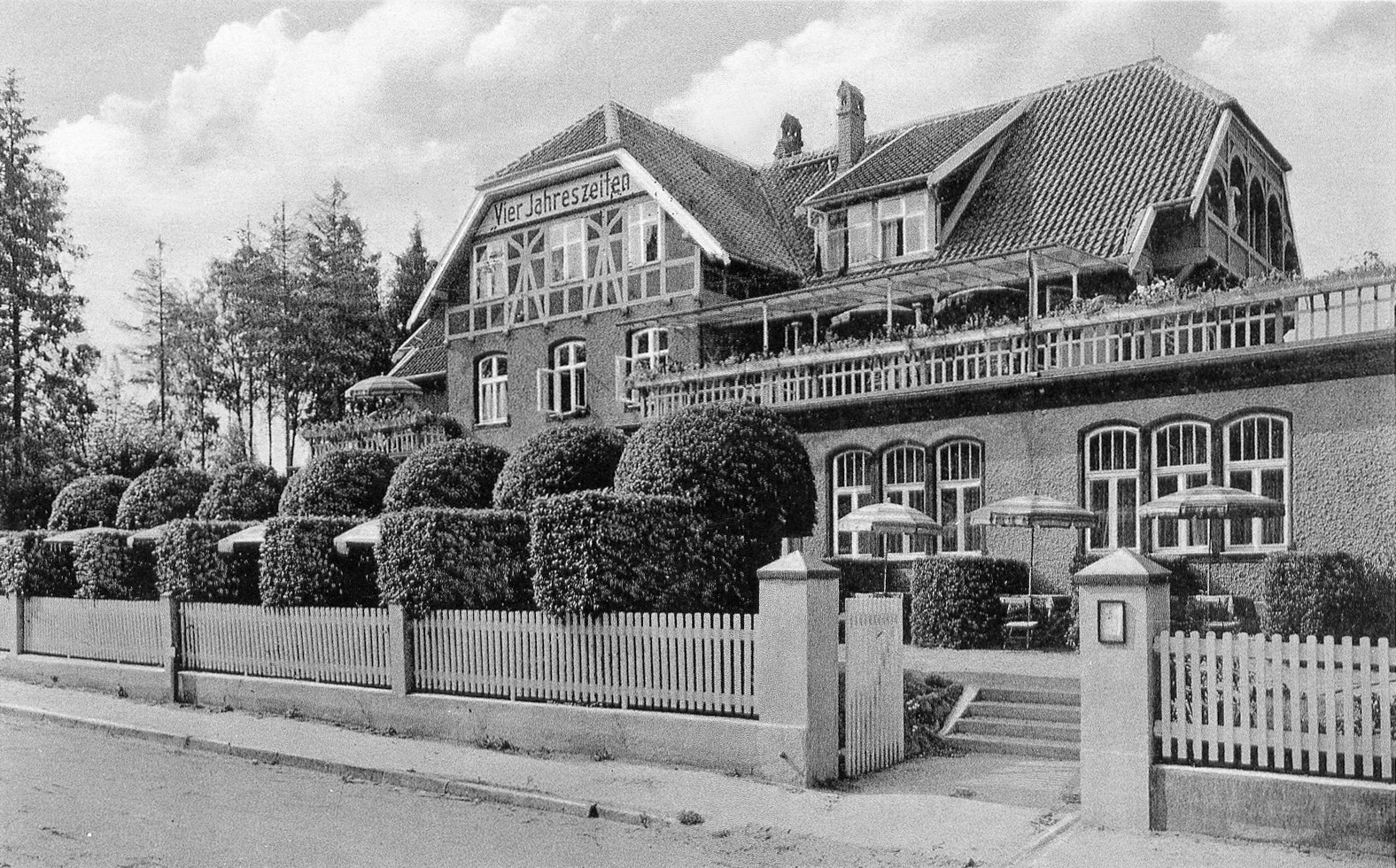
Antiguo hotel Vier Jahreszeiten
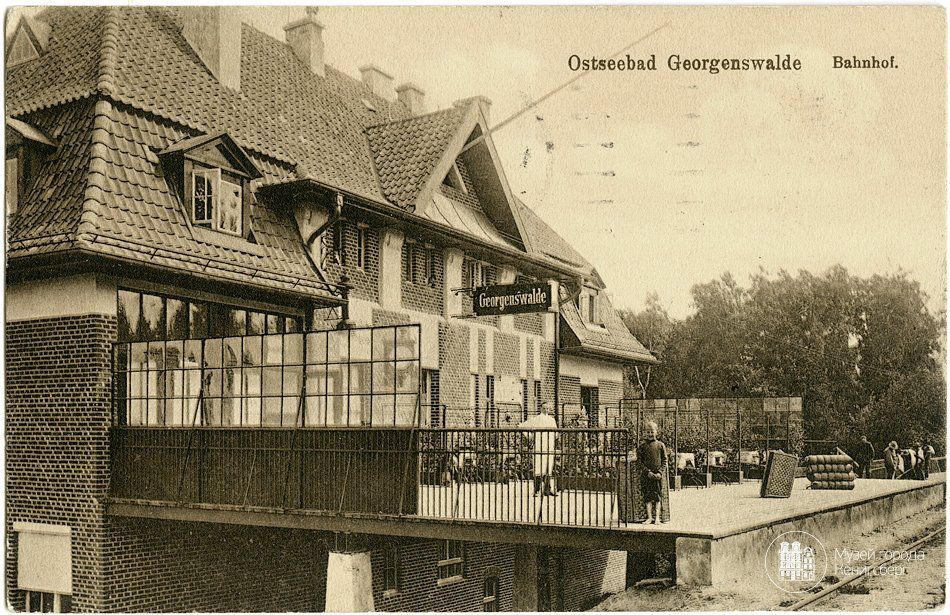
Estación de Georgenswalde (1920)
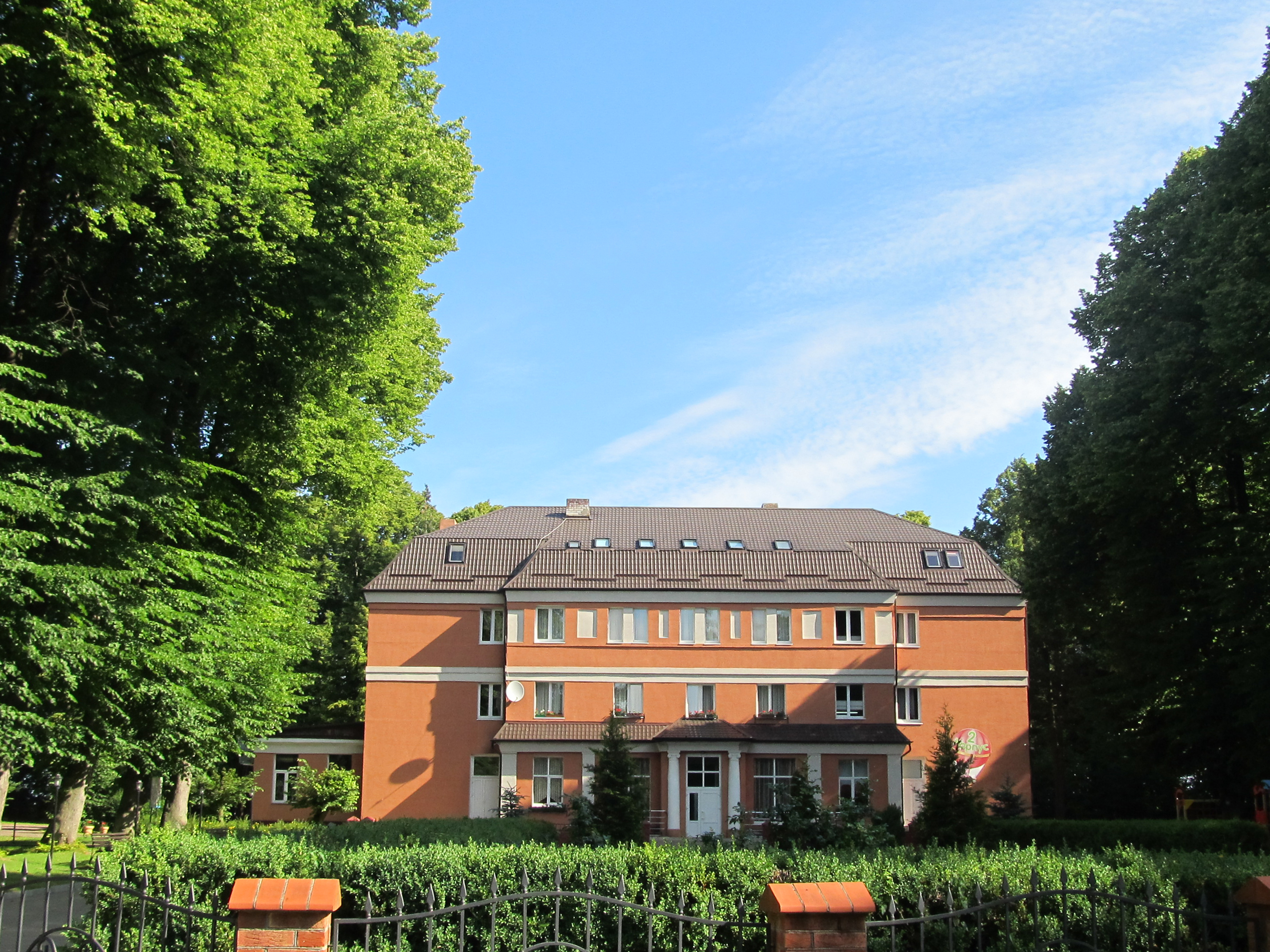
Sanatorio infantil (antiguo Kurhaus)
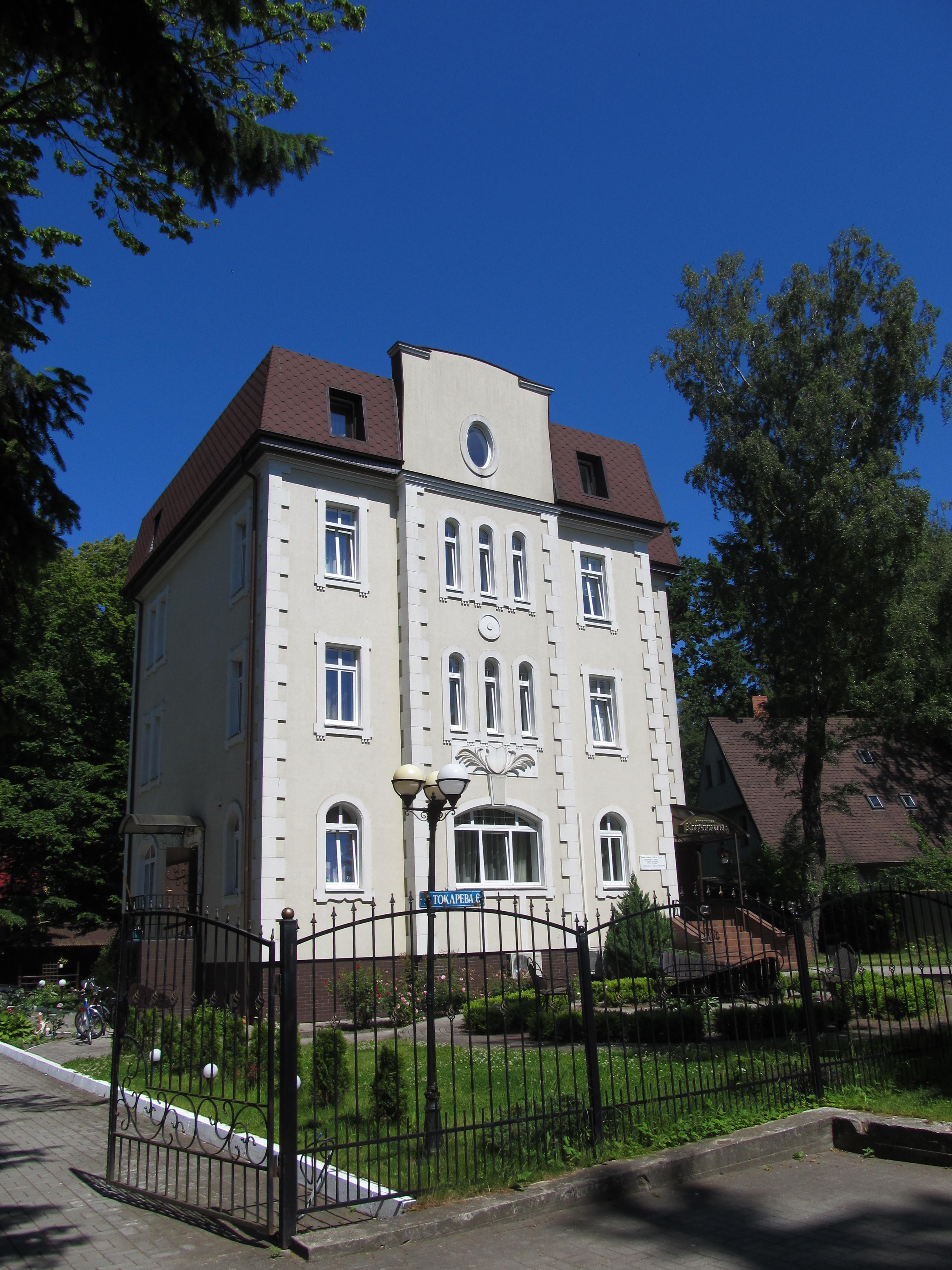
Georgenswalde Hotel
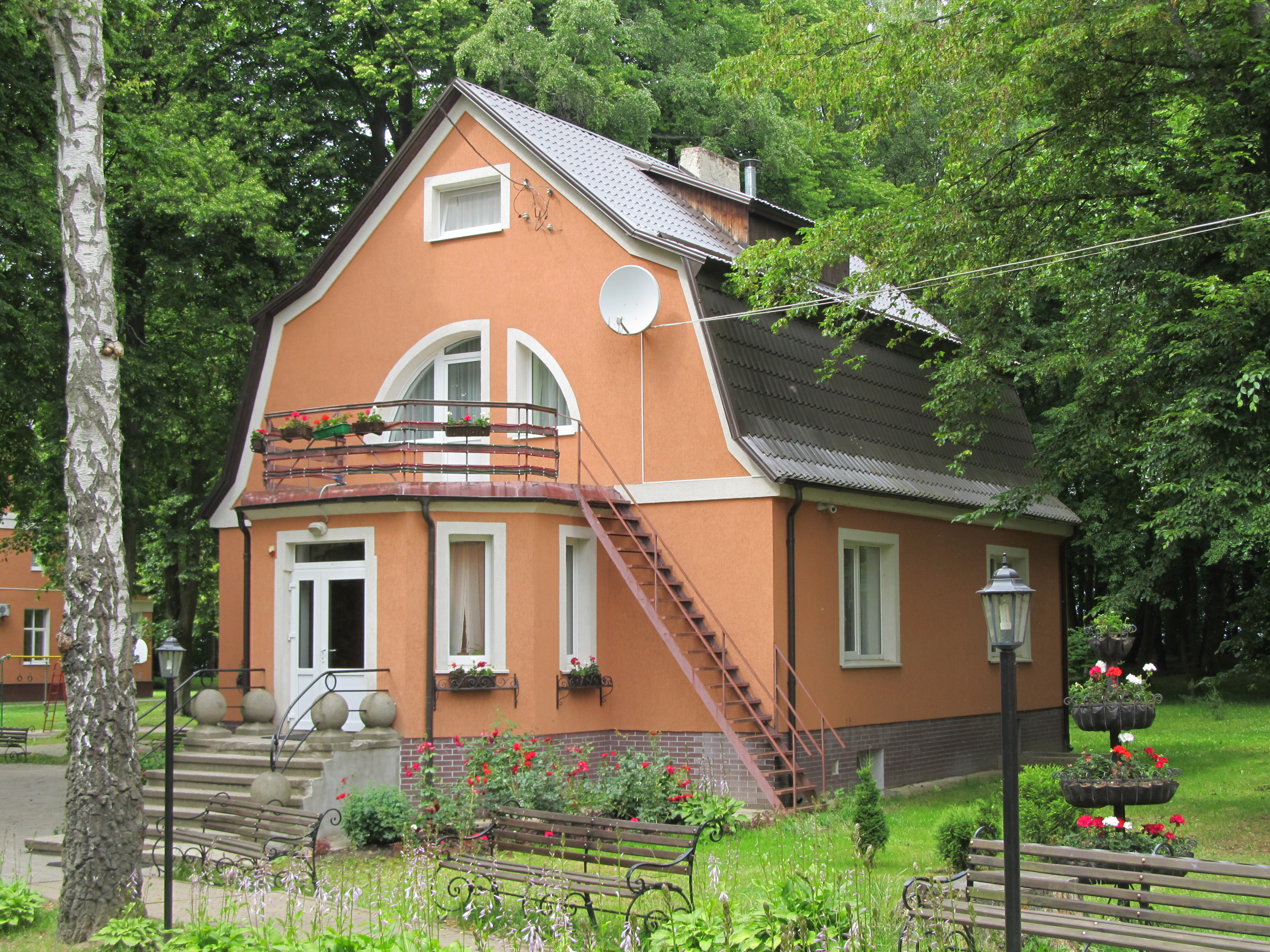
Casa anteriormente conocida como Villa Helena